# Hancock (Minnesota)
Hancock è una città degli Stati Uniti d'America, situata in Minnesota, nella contea di Stevens.